# Arthur Edward Waite
Arthur Edward Waite (New York, 2. listopada 1857. – London, 19. svibnja 1942.), engleski okultist, mistik i okultni pisac američkog podrijetla. Bio je član ezoteričnog reda Zlatne zore, a poznat je kao autor brojnih djela o okultizmu, kao i sukreator popularnih Rider-Waite tarot karata.

## Životopis
Rodio se u Brooklynu, New York, u obitelji kapetana trgovačke mornarice Charlesa F. Waitea i Emme Lowell, kćeri bogatog engleskog trgovca. Poslije smrti oca 1858. godine, Waite se s majkom odselio u London.
Po završetku školovanja u St. Charles's College u Baywateru, Waite se zaposlio kao službenik, a u slobodno vrijeme pjesme i romantične romane. Godine 1886. napisao je i objavio prvo okultno djelo The Mysteries of Magic, a Digest of the writings of Eliphas Levi.
S vremenom se pridružio Teozofskom društvu, a potom je upoznao Samuela L. Mathersa te se u siječnju 1891. godine, zajedno sa suprugom Adom Lakeman, učlanio u red Zlatne zore. Nezadovoljan učenjem Zlatne zore i u sukobu s Mathersom, 1901. godine prešao je u masonski red.